# ANSWER (コブクロの映像作品)
『ANSWER』（アンサー）は、コブクロが2001年3月22日に発売した作品である。 現在は発売されていない。

## 概要
- コブクロのVHS作品は2018年9月1日現在これが最後となる。

- 1stシングル「YELL〜エール〜/Bell」と発売日が一緒である。

## 収録曲
1. 遠まわり
2. 心に笑みを
3. 坂道
4. そばにおいで
5. 光の粒
6. そばにいれるなら
7. 遠くで・・
8. Moon Light Party !!
9. memory
10. 轍
11. 神風 〜カミカゼ〜
12. ANSWER
13. YELL 〜エール〜